# Vegakameratene
Vegakameratene – norweski klub futsalowy z siedzibą w mieście Trondheim, obecnie występuje w najwyższej klasie rozgrywkowej Norwegii.

## Sukcesy
- Mistrzostwo Norwegii (4): 2010/11, 2011/12, 2012/13, 2013/14